# قطا مخطط
قطا مخطط (الاسم العلمي: Pterocles lichtensteinii) (بالإنجليزية: Lichtenstein's Sandgrouse)‏ هو طائر ينتمي إلى قطويات (فصيلة: Pteroclididae) .